# 学校法人甲南学園
学校法人甲南学園（がっこうほうじん こうなんがくえん）は、兵庫県神戸市に本部を置く日本の学校法人。甲南大学および甲南高等学校・中学校を設置する。

## 沿革
明治末期、兵庫県武庫郡住吉村（現在の神戸市東灘区住吉）に関西の財界人が邸宅を構えるようになった。1910年（明治43年）、田邉貞吉・才賀藤吉・平生釟三郎・阿部元太郎・小林山郷ら11名の間で、この地域に私立の幼稚園・小学校を創設する計画が生まれ、彼らによって翌1911年には甲南幼稚園、1912年（明治45年）には甲南小学校が創設された。しかしこれらの学校はほどなくして財政難に陥ったため、平生の尽力で久原房之助・進藤嘉三郎らより財政的な援助を仰ぎ、危機を乗り切った。
さらに平生は、安宅弥吉や伊藤忠兵衛らの協力により1918年（大正7年）12月には「財団法人甲南学園私立甲南中学校」の設立認可を得て、翌1919年（大正8年）、旧制甲南中学校を開校した（現在、甲南学園ではこれをもって学園の創立としている）。彼は甲南中学を基礎として7年制高等学校を設置、さらにその上に大学をも創立する雄大な構想を持っていたが、1920年の戦後恐慌で最大の資金提供者である久原が破産、平生や協力者の伊藤もまた会社の経営危機に直面した。しかし平生は、岩崎久弥・野村徳七ら新たな資金提供者を募ることで高校設立の危機を乗りきり、1923年1月、財団法人甲南学園私立甲南中学校は財団法人甲南学園と改称、同年4月には、旧制甲南中学を基礎として7年制高校である旧制甲南高等学校が開校した。しかし同校は開校当初から財政難に苦しむ状態が続き、そのこともあって平生は当初の構想である「東洋一の大学」設立については断念せざるを得なかった。
戦後、創立者である平生の死（1945年11月）を経て、学制改革により旧制甲南高校を母体に新制の甲南中学校（1947年）、甲南高等学校（1948年）、甲南大学（1951年）がそれぞれ開校・開学、経営母体の甲南学園も1950年12月に財団法人から学校法人へと改組された。その後、1991年4月には姉妹校としてパリ近郊に「フランス甲南学園トゥレーヌ」を開校した（2013年閉校）。
なお、甲南幼稚園および甲南小学校を設立・運営する経営母体は学校法人甲南学園甲南小学校は創立者（平生釟三郎）を同じくするなど深い関係にあるが、学校法人としては別団体である。また1920年、甲南学園理事の安宅弥吉により設立された甲南高等女学校の後身である甲南女子中学校・高等学校・甲南女子大学を設立・運営する学校法人甲南女子学園とも別団体である。

### 学園創立に関わった人々
- 平生釟三郎 - 学園創立者。兵庫県立神戸商業学校（現・兵庫県立神戸商業高等学校）校長を経て東京海上保険専務。第2代理事長（1926年〜1945年）。のち川崎造船所社長。広田弘毅内閣文相。1933年以降2期にわたり（旧制）甲南高等学校校長を兼任。
- 田辺貞吉 - 東京師範学校校長を経て住友銀行初代支配人。初代理事長（1919年〜1926年）[1]。
- 才賀藤吉 - 才賀電気商会を創立し各地の電気・電灯・鉄道会社の創立に関与するが破綻し没落。
- 阿部元太郎　- 日本住宅社長。「雲雀丘住宅」など阪神間の郊外住宅地の開発を手がける。
- 小林山郷
- 久原房之助 - 久原財閥総帥。のち衆議院議員となり立憲政友会（久原派）総裁となる。
- 進藤嘉三郎
- 安宅弥吉 - 安宅産業創立者。学園理事。1920年に甲南高等女学校を設立し、1926年〜1946年甲南女子学園第2代理事長。
- 伊藤忠兵衛（二代目） - 伊藤合名会社（伊藤忠財閥）2代目当主。学園理事を経て平生の死後第3代理事長となるが公職追放により辞任。その後1957年〜1969年第5代理事長に再任。

### 年表
- 1910年：平生釟三郎ら関西在住の財界人11名の間で、私立の幼稚園・小学校を創設する計画が生まれる。
- 1911年：甲南幼稚園創立。
- 1912年：甲南尋常小学校（現在の甲南小学校）創立。
- 1918年12月：「財団法人甲南学園私立甲南中学校」の設立認可。
- 1919年4月：（旧制）甲南中学校（現在の甲南中学校・高等学校）開校。
- 1923年1月：財団法人甲南学園私立甲南中学校を「財団法人甲南学園」と改称。
- 1923年4月：（旧制）甲南高等学校開校。
- 1945年11月：学園創立者の平生釟三郎が死去。
- 1947年4月：学制改革により新制甲南中学校開校。学園創立28周年記念式典を挙行。
- 1948年4月：新制甲南高等学校開校。
- 1950年3月：旧制甲南高等学校廃止。
- 1950年12月：私立学校法により財団法人甲南学園を「学校法人甲南学園」に改組。
- 1951年4月：新制甲南大学開学。
- 1953年6月：寿岳文章作詞・信時潔作曲による「学園歌」制定。
- 1957年：伊藤忠兵衛理事長を委員長とする学園史資料室委員会が発足し学園史資料室を設置。
- 1974年9月：神戸市東灘区住吉町の平生邸跡地に同窓会館「甲南学園平生記念館」が竣工。
- 1976年6月：甲南・イリノイセンターを開設。
- 1982年10月：東京都港区に甲南学園東京事務所を開設。
- 1991年4月：フランス甲南学園トゥレーヌ（高等部・中等部）を開校。
- 2013年7月21日：フランス甲南学園トゥレーヌ閉校。

## 歴代理事長
- 1919年 田辺貞吉
- 1926年 平生釟三郎
- 1946年 橋本重幸
- 1947年 永井幸太郎[2]
- 1950年 武田長兵衛 (六代目)
- 1957年 伊藤忠兵衛 (二代目)
- 1969年 中川路貞治[3]
- 1971年 進藤次郎[4]
- 1983年 久保田淳一[5]
- 時期不明 小川守正
- （この間詳細未詳）
- 2006年 吉沢英成
- 2020年 長坂悦敬

## 設置している学校

### 現在の設置校
- 甲南大学
- 甲南中学校・高等学校

### 過去の設置校
- 甲南高等学校 (旧制)
- フランス甲南学園トゥレーヌ